# Buscando una estrella (Venezuela)
Buscando una estrella es un reality show venezolano producido y transmitido por la cadena Venevisión durante la emisión del programa Super sábado sensacional. La primera temporada fue presentada por Daniel Sarcos, y a partir de la segunda es presentada por Leonardo Villalobos hasta la actualidad.
El ganador de la primera temporada fue el doble de Michael Jackson en el 2008, luego para el 2012 la ganadora de la segunda temporada fue la doble de Whitney Houston, y para el 2013 el ganador fue el doble de Vicente Fernández.
Desde el 17 de septiembre de 2015 empieza una temporada especial llamada "Buscando una estrella: Los Consagrados", donde 13 ganadores de las 4 anteriores temporadas concursaran.

## Temporadas
| Primer lugar      | Segundo lugar | Tercer lugar |                                 |                               |                                 |
| Primera temporada | 12            | 2008         | Omar Blanco Michael Jackson     | Ana Bolívar Ana Gabriel       | Jennifer Carmona Britney Spears |
| Segunda temporada | 15            | 2012         | Jenny Anzola Whitney Houston    | Jose Martínez Michael Jackson | Endrina Gudiño Selena           |
| Tercera temporada | 18            | 2013         | Jesús Navarro Vicente Fernández | Isber Guanire Usher           | David Aponte Elvis Crespo       |
| Cuarta temporada  | 23            | 2014         | Abigail Márquez La India        | Aixa Fernández Selena         | Alexis Yepez Marc Anthony       |

## Primera Temporada (2008)
El ganador fue Omar Blanco (Michael Jackson), el segundo lugar Ana Bolívar (Ana Gabriel) y el tercer lugar lo ocupó Jennifer Carmona (Britney Spears)

### Mecánica de la primera temporada
En la primera temporada, 12 Participantes (Imitadores fonomimicos e imitadores vocales) cada sábado debían hacer su presentación en Súper Sábado sensacional, el jurado compuesto por Enzo Cassella, Antonietta, Euler Guillen y Andreína Álvarez debían juzgarlos.
Luego que los 12 participantes hicieran su presentación, el jurado tenía que escoger entre los dos participantes más deficientes de la noche y esos dos participantes quedaban en condición de amenaza.
La semana próxima debían defender su amenaza ante un duelo con una presentación el cual debía sorprender al jurado para no volver a quedar amenazados y de igual forma sorprender a los televidentes ya que eran los encargados de salvar a uno de los amenazados a través de la página www.venevision.com. Al final del programa el participante que tuviera menos votos del público era el eliminado.

### Presentador
- Daniel Sarcos

### Jurado
- Enzo Cassella (Locutor)
- Antonietta (Cantante)
- Euler Guillen como Luis Miguel (Imitador)
- Andreína Álvarez (Actriz, comediante e imitadora)
- Osman Aray (Animador y locutor): Jurado invitado (Suplencia de Enzo Cassella)

### Profesores
- Sol Gardez (Profesora de canto)
- Marjorie Flores (Profesora de baile y expresión corporal)

### Concursantes
| Concursante       | Artista a imitar                               | Estado                                   |
| ----------------- | ---------------------------------------------- | ---------------------------------------- |
| Omar Blanco       | Michael Jackson (Imitación vocal y fonomimica) | Ganador De buscando una estrella.        |
| Ana Bolívar       | Ana Gabriel (Imitación vocal)                  | 2.º Lugar De buscando una estrella.      |
| Jennifer Carmona  | Britney Spears (Imitación fonomimica)          | 3.er Lugar De buscando una estrella.     |
| Ydalmis Rodríguez | Shakira (Imitación fonomimica)                 | 4.º Lugar De buscando una estrella.      |
| Francisco Díaz    | Daddy Yankee (Imitación fonomimica)            | 5.º Lugar De buscando una estrella.      |
| Ramses Valencia   | Chayanne (Imitación fonomimica)                | 6.º Lugar De buscando una estrella.      |
| Julio Cesar       | Juan Gabriel (Imitación vocal)                 | 7.º Eliminado De buscando una estrella.  |
| Alejandro García  | Pablo Montero (Imitación vocal)                | 6.º Eliminado De buscando una estrella.  |
| Elvis Torrealba   | Marc Anthony (Imitación vocal)                 | 5.º Eliminado De buscando una estrella.  |
| Jimmy Castillo    | Ricardo Montaner (Imitación fonomimica)        | 4.º Eliminado De buscando una estrella.  |
| ¿?                | Hany Kauam (Imitación fonomimica)              | 3.er Eliminado De buscando una estrella. |
| Jose.R Jiménez    | Luis Miguel (Imitación vocal)                  | 2.º Eliminado De buscando una estrella.  |
| Eduardo Aguas     | Charlie Zaa (Imitación fonomimica)             | 1.er Eliminado De buscando una estrella. |

Nota:
- Ramsés Valencia - Chayanne: Representó a Venezuela en Parodiando 2 (2013).

- Ydalmis Rodríguez - Shakira: Resultó ganadora del concurso internacional "Mi Doble Famoso" realizado por el canal Bio (2012).

## Segunda Temporada (2012)
La segunda temporada de buscando una estrella inició el 18/02/12 con los castines, que finalizaron el 03/03/12. Las galas comenzaron el 10/03/12 y la temporada culminó el 23/06/12.
La ganadora fue Jenny Anzola (Whitney Houston), José Martínez (Michael Jackson) fue el segundo lugar y Endrina Gudiño (Selena) el tercer lugar.

### Mecánica de la segunda temporada
En la segunda temporada hubo algunos cambios en cuanto a la eliminación de los participantes, de modo tal que no eran los televidentes quienes escogían a los participantes que debían ser eliminados, sino el jurado.
En la primera semana comenzaron 15 participantes, pero para reducir el grupo a solo 12 participantes, se eliminaron 3.
Cada semana los 12 participantes (imitadores fonomímicos e imitadores vocales) debían sorprender al jurado compuesto por Enzo Cassella, Antonietta, El moreno Michael y Euro Navas para no quedar en peligro de ser eliminados. Los dos más deficientes de la noche quedaban en condición de amenaza.
La semana próxima los dos participantes amenazados tenían que defenderse ante un duelo con una gran presentación, ya que era el jurado quien decidía quien quedaba y quien salía.
Vale destacar, que fue en esta temporada donde se comenzó a ver el Travestismo como forma de arte, en concursantes como Diego Dávila, quien era el imitador de Lady Gaga, llamando mucho más la atención en el televidente.

### Presentadores
- Leonardo Villalobos: Presentador
- Henrys Silva: Copresentador de la segunda temporada

### Jurado
- Enzo Cassella (Locutor)
- Antonietta (Cantante)
- El Moreno Michael (Imitador): Cada semana se caracterizado como un artista.
- Euro Navas (Profesor de canto)

### Profesores
- Manolo de Freitas (Profesor de canto)
- Marjorie Flores (Profesora de baile y expresión corporal)

### Concursantes
| Concursante        | Artista a imitar                       | Estado                                         |
| ------------------ | -------------------------------------- | ---------------------------------------------- |
| Jenny Anzola       | Whitney Houston (Imitación vocal)      | Ganadora De buscando una estrella.             |
| José Martínez      | Michael Jackson (Imitación fonomimica) | 2.º Lugar De buscando una estrella.            |
| Endrina Gudiño     | Selena (Imitación fonomimica)          | 3.er Lugar De buscando una estrella.           |
| Diego Dávila       | Lady Gaga (Imitación fonomimica)       | 4.º Lugar De buscando una estrella.            |
| Zoila Medina       | Karina / Kiara (Imitación vocal)       | 5.º Lugar De buscando una estrella.            |
| Joseph Amado       | Héctor Lavoe (Imitación vocal)         | 6.º Lugar (RETIRADO) De buscando una estrella. |
| Ibrahima Rondon    | Celia Cruz (Imitación vocal)           | 9.ª Eliminada De buscando una estrella.        |
| Argelyz Gutiérrez  | Shakira (Imitación vocal)              | 8.ª Eliminada De buscando una estrella.        |
| Marlon Daboin      | Nino Bravo (Imitación vocal)           | 7.º Eliminado De buscando una estrella.        |
| Raúl Silva         | Rafael Orozco (Imitación vocal)        | 6.º Eliminado De buscando una estrella.        |
| Abraham Peña       | Ricardo Arjona (Imitación vocal)       | 5.º Eliminado De buscando una estrella.        |
| Juan Silva         | Elvis Crespo (Imitación vocal)         | 4.º Eliminado De buscando una estrella.        |
| Orlando Sepulveda  | Gilberto Santa Rosa (Imitación vocal)  | 3.er Eliminado De buscando una estrella.       |
| Arnoldo Sulvaran   | Marc Anthony (Imitación vocal)         | 2.º Eliminado De buscando una estrella.        |
| Alexander Aguilera | Juan Gabriel (Imitación vocal)         | 1.er Eliminado De buscando una estrella.       |

## Tercera Temporada (2013)
La tercera temporada de buscando una estrella inició el sábado 16 de febrero con los cástines, hasta el 23 de febrero de 2013. La competencia comenzó el 2 de marzo de y culminó el 24 de agosto de 2013.
El primer lugar fue Jesús Navarro (Vicente Fernández), de segundo lugar Isber Guanire (Usher) y de tercer lugar David Aponte (Elvis Crespo).

### Mecánica de la tercera temporada
En la tercera temporada la mecánica cambió rotundamente.
Durante las galas los 18 participantes (Imitadores fonimicos e imitadores vocales) deberán demostrar que son los mejores cantando e imitando a cantantes reales. Tras sus actuaciones, el jurado conformado por Enzo Cassella, Nelly Pujols, el moreno Michael y Euro Navas, deberá valorar a los concursantes siguiendo el formato de votación mediante números dando una puntuación diferente a cada uno (1, 2, 3, 4, 5, 6, 7, 8, 9, 10, 11 y 12 puntos) el cual no puede repetirse entre los participantes. Los dos participantes con la menor puntuación quedan amenazados y la semana próxima deben defenderse con un duelo ante el jurado, para que estos no los eliminen.
En la etapa de semifinal (Consta de 4 galas), donde solo quedan los mejores 8 participantes (Imitadores fonomimicos e imitadores vocales) la mecánica continua de igual, pero las puntuaciones dejan de ser del 1 al 12, y se reducen y es del 1 al 8.
En las galas de semifinal 4 artistas Venezolanos (Kerly Ruiz, Damian Genovese, Andreína Álvarez y Adolfo Cubas) deben participar realizando también su imitación ante el jurado. Ellos también tendrán una puntuación solo que a ellos los califican del 1 al 4. Al final del programa los artistas deben ceder sus puntos entre uno de los ocho participantes finalistas.

### Presentadores
- Leonardo Villalobos: Presentador
- Patricia Fuenmayor: Copresentadora
- Barbara Sánchez: Copresentadora (En las primeras semanas)
- Andreína Álvarez: Copresentadora invitada (Suplencia de Patricia Fuenmayor)

#### Jurado
- Enzo Cassella (Locutor)
- Nelly Pujols (Actriz, comediante e imitadora)
- El Moreno Michael (Imitador). Cada semana se caracterizaba como un artista.
- Euro Nava (Profesor de canto)
- Levy Rossel (Profesor de teatro y director): Jurado invitado (Suplencia de Enzo Cassella y al moreno Michael)

### Profesores
- Manolo de Freitas (Profesor de canto)
- Marjorie Flores (Profesora de baile y expresión corporal)
- Erick Merchan (Profesor de baile y expresión corporal)

### Concursantes
| Concursante       | Artista a imitar                         | Estado                                             |
| ----------------- | ---------------------------------------- | -------------------------------------------------- |
| Jesús Navarro     | Vicente Fernández (Imitación vocal)      | Ganador De buscando una estrella.                  |
| Isber Guanire     | Usher (Imitación fonomimica)             | 2.º Lugar De buscando una estrella.                |
| David Aponte      | Elvis Crespo (Imitación vocal)           | 3.er Lugar De buscando una estrella.               |
| Renso Neira       | Gilberto Santa Rosa (Imitación vocal)    | FinalistaDe buscando una estrella.                 |
| Yackson Vásquez   | Mirla Castellanos (Imitación fonomimica) | FinalistaDe buscando una estrella.                 |
| José Ángel Pérez  | Simón Díaz (Imitación vocal)             | FinalistaDe buscando una estrella.                 |
| Mervin Romero     | Alejandro Fernández (Imitación vocal)    | FinalistaDe buscando una estrella.                 |
| Estrella Hurtado  | Beyonce (Imitación fonomimica)           | FinalistaDe buscando una estrella.                 |
| Dennis Figueroa   | Luis Miguel (Imitación vocal)            | 10.º Eliminado De buscando una estrella.           |
| Andrea Linares    | Britney Spears (Imitación fonomimica)    | 9.ª Eliminada De buscando una estrella.            |
| Ricardo Suárez    | Pitbull (Imitación fonomimica)           | 8.º Eliminado De buscando una estrella.            |
| Kenya Guedez      | Ana Gabriel (Imitación vocal)            | 7.ª Eliminada De buscando una estrella.            |
| Giselle Molina    | Michael Jackson (Imitación fonomimica)   | 6.ª Eliminada De buscando una estrella.            |
| Rebecca Maiellano | Shakira (Imitación vocal)                | 5.ª Eliminada (RETIRADA) De buscando una estrella. |
| Wendy Abache      | Jenni Rivera (Imitación vocal)           | 4.ª Eliminada De buscando una estrella.            |
| Jonathan Rubino   | Ricardo Arjona (Imitación vocal)         | 3.er Eliminado De buscando una estrella.           |
| Emilio García     | Ricky Martin (Imitación fonomimica)      | 2.º Eliminado De buscando una estrella.            |
| Ricardo Bravo     | Franco De Vita (Imitación vocal)         | 1.er Eliminado De buscando una estrella.           |

### Nota
- Shakira - Rebeca Maillelano: Abandonó la competencia tras ser llamada para representar a Venezuela en Parodiando 2

## Cuarta Temporada (2014)
La cuarta temporada de buscando una estrella inició el sábado 2 de agosto de 2014. El casting se realizó el 13 de junio de 2014.
Durante las galas los 24 participantes, divididos en dos grupos (Imitadores fonimicos e imitadores vocales) deberán demostrar que son los mejores cantando e imitando a cantantes reales. Tras sus actuaciones, el jurado conformado por Enzo Cassella, Maricarmen Sobrino, el moreno Michael y Manolo de Freitas, deberá valorar a los concursantes siguiendo el formato de votación mediante números dando una puntuación diferente a cada uno (1, 2, 3, 4, 5, 6, 7, 8, 9, 10, 11 y 12 puntos) el cual no puede repetirse entre los participantes. Los participantes con la menor puntuación quedan amenazados y la semana próxima deben defenderse con un duelo ante el jurado, para que estos no los eliminen.
El primer lugar fue Abigail Márquez (La India), de segundo lugar Aixa Fernández (Selena) y de tercer lugar Alexis Yépez (Marc Anthony ).

### Presentadores
- Leonardo Villalobos: Presentador
- Mariangel Ruiz: Presentadora
- Andreína Álvarez: Copresentadora

#### Jurado
- Enzo Cassella (Locutor)
- Maricarmen Sobrino (Actriz,y presentadora)
- El Moreno Michael (Imitador). Cada semana se caracterizaba como un artista.
- Manolo de Freitas (Profesor de canto)

### Profesores
- Manolo de Freitas (Profesor de canto)
- Marjorie Flores (Profesora de baile y expresión corporal)
- Erick Merchan (Profesor de baile y expresión corporal)

### Concursantes
| Concursante       | Artista a imitar                      | Estado                                    |
| ----------------- | ------------------------------------- | ----------------------------------------- |
| Abigail Márquez   | La India (Imitación vocal)            | Ganador De buscando una estrella.         |
| Aixa Fernández    | Selena (Imitación vocal)              | 2.er Lugar De buscando una estrella.      |
| Alexis Yepez      | Marc Anthony (Imitación Vocal)        | 3.º Lugar De buscando una estrella.       |
| Michell Reyes     | Daddy Yankee (Imitación vocal)        | FinalistaDe buscando una estrella.        |
| Vanessa Querales  | Adele (Imitación vocal)               | FinalistaDe buscando una estrella.        |
| Ronald Carruyo    | José Luis Rodríguez (Imitación vocal) | FinalistaDe buscando una estrella.        |
| Elena Marín       | Isabel Pantoja (Imitación vocal)      | FinalistaDe buscando una estrella.        |
| Alfredo Meléndez  | Oscar D'León (Imitación vocal)        | FinalistaDe buscando una estrella.        |
| Jhony Heredia     | Rubén Blades (Imitación vocal)        | 15.er Eliminado De buscando una estrella. |
| Fernando Reyna    | Héctor Lavoe (Imitación vocal)        | 14.er Eliminado De buscando una estrella. |
| Josué Cárdenas    | Camilo Sesto (Imitación vocal)        | 13.er Eliminado De buscando una estrella. |
| Rafael Durán      | Madonna (Imitación fonomimica)        | 12.er Eliminado De buscando una estrella. |
| Greisy Maldonado  | Miriam Cruz (Imitación vocal)         | 11.er Eliminado De buscando una estrella. |
| Kelvy Gómez       | Chris Brown (Imitación fonomimica)    | 10.er Eliminado De buscando una estrella. |
| Elio González     | Celia Cruz (Imitación vocal)          | 9.er Eliminado De buscando una estrella.  |
| Alfredo Maza      | Reynaldo Armas (Imitación vocal)      | 8.er Eliminado De buscando una estrella.  |
| María Gúzman      | Rihanna (Imitación fonomimica)        | 7.er Eliminado De buscando una estrella.  |
| Michelle Vladic   | Belinda (Imitación vocal)             | 6.er Eliminado De buscando una estrella.  |
| Víctor Sojo       | Cheo Feliciano (Imitación vocal)      | 5.er Eliminado De buscando una estrella.  |
| Liseth Gil        | Olga Tañon (Imitación vocal)          | 4.er Eliminado De buscando una estrella.  |
| Geraldine Guevara | Liz Freitez (Imitación Vocal)         | 3.er Eliminado De buscando una estrella.  |
| Nelson Humbría    | Romeo Santos (Imitación vocal)        | 2.er Eliminado De buscando una estrella.  |
| Kelvis Ruiz       | Juan Gabriel (Imitación vocal)        | 1.er Eliminado De buscando una estrella.  |